# Baccharis
Baccharis /ˈbækərɪs/ là một chi thực vật có hoa trong họ Cúc (Asteraceae).

## Một số loài tiêu biểu
- Baccharis acutata (Alain) Borhidi
- Baccharis alaternoides Kunth
- Baccharis albida Hook. & Arn.
- Baccharis × alboffii F.H.Hellw.
- Baccharis albolanosa A.S.Oliveira & Deble
- Baccharis aliena (Spreng.) Joch.Müll.
- Baccharis alleluia A.S.Oliveira & Deble
- Baccharis alnifolia Meyen & Walp.
- Baccharis alpestris Gardner
- Baccharis alpina Kunth
- Baccharis altimontana G.Heiden, Baumgratz & R.Esteves
- Baccharis amambayensis Zardini & Soria
- Baccharis anabelae (Deble) G.Heiden
- Baccharis angusticeps Dusén ex Malme
- Baccharis angustifolia Michaux
- Baccharis anomala DC.
- Baccharis antioquensis Killip & Cuatrec.
- Baccharis × antucensis F.H.Hellw.
- Baccharis aphylla DC.
- Baccharis apicifoliosa A.A.Schneid. & Boldrini
- Baccharis aracatubensis Malag. & Hatschb. ex G.M.Barroso
- Baccharis arbutifolia(Lam.) Vahl
- Baccharis × arcuata F.H.Hellw.
- Baccharis arenaria Baker
- Baccharis aretioides Turcz.
- Baccharis artemisioides Hook. & Arn.
- Baccharis articulata (Lam.) Pers.
- Baccharis auriculigera Hieron.
- Baccharis × australis F.H.Hellw.
- Baccharis axillaris DC.
- Baccharis ayacuchensis Cuatrec.
- Baccharis barragensis Cuatrec.
- Baccharis beckii Joch.Müll.
- Baccharis bicolor (Joch.Müll.) G.Heiden
- Baccharis bifrons Baker
- Baccharis bigelovii A.Gray
- Baccharis bogotensis Kunth
- Baccharis boliviensis (Wedd.) Cabrera
- Baccharis boyacensis Cuatrec.
- Baccharis brachylaenoides DC.
- Baccharis brachyphylla A.Gray
- Baccharis brachystachys (Baker) Malag. & J.Vidal
- Baccharis brevifolia DC.
- Baccharis brevipappa (McVaugh) G.L.Nesom
- Baccharis breviseta DC.
- Baccharis buchtienii H.Rob.
- Baccharis burchellii Baker
- Baccharis buxifolia Pers.
- Baccharis cabrerae Ariza
- Baccharis caespitosa (Ruiz & Pav.) Pers.
- Baccharis concava (Ruiz & Pav.) Pers.
- Baccharis dioica
- Baccharis douglasii DC. – Saltmarsh baccharis, Douglas' baccharis
- Baccharis dracunculifolia DC.
- Baccharis eggersii Hieron.
- Baccharis emoryi A.Gray
- Baccharis fusca Turcz.
- Baccharis genistelloides Pers.
- Baccharis glomeruliflora
- Baccharis glutinosa
- Baccharis gracilis DC.
- Baccharis halimifolia L. – Eastern baccharis, groundsel bush, groundsel tree, consumption weed, cotton-seed tree, silverling
- Baccharis hambatensis Kunth
- Baccharis havardii
- Baccharis hieronymi Heering
- Baccharis huairacajensis Hieron.
- Baccharis humilis Sch.Bip. ex Baker
- Baccharis intermedia DC.
- Baccharis intermixta Gardner
- Baccharis juncea (Lehm.) Desf.
- Baccharis klattii Benoist
- Baccharis ligustrina DC.
- Baccharis linearis (Ruiz & Pav.) Pers. – Chilean romerillo
- Baccharis macraei Hook. & Arn.
- Baccharis malibuensis R.M.Beauch. & J.Henrickson
- Baccharis microdonta DC.
- Baccharis myrsinites
- Baccharis neglecta
- Baccharis odorata – Tayanka bush
- Baccharis patagonica
- Baccharis pilularis DC. – Bush baccharis, coyote brush, coyote bush, chaparral broom
- Baccharis platypoda DC.
- Baccharis plummerae A.Gray
- Baccharis pteronioides
- Baccharis punctulata DC.
- Baccharis racemosa (Ruiz & Pav.) DC.
- Baccharis rhomboidalis Remy
- Baccharis sagittalis
- Baccharis salicifolia (Ruiz & Pav.) Pers. – Mulefat, seep-willow, water-wally
- Baccharis salicina
- Baccharis sarothroides A.Gray – Broom baccharis, Desert broom
- Baccharis semiserrata DC.
- Baccharis sergiloides A.Gray – Desert baccharis
- Baccharis serrula Sch.Bip.
- Baccharis sessifolia L.
- Baccharis sphaerocephala
- Baccharis spicata (Lam.) Baill.
- Baccharis texana
- Baccharis thesioides
- Baccharis tricuneata (L.f.) Pers.
- Baccharis tridentata Vahl
- Baccharis trimera (Less.) DC.
- Baccharis uncinella DC.
- Baccharis vanessae R.M.Beauch.
- Baccharis wrightii – Wright's false willow
- Baccharis wurdackeana Malag.
- Baccharis xiphophylla Baker
- Baccharis zamoranensis Rzed.
- Baccharis zamudiorum Rzed.
- Baccharis zoellneri F.H.Hellw.
- Baccharis zongoensis Joch.Müll.
- Baccharis zumbadorensis V.M.Badillo

Các loài đã chuyển đi
- Isocoma veneta (Kunth) Greene (as B. veneta Kunth)
- Pluchea foetida (L.) DC. (as B. foetida L.)
- Pluchea indica (L.) Less. (as B. indica L.)
- Ozothamnus hookeri Sond. (as B. lepidophylla DC.)
- Vernonanthura brasiliana (L.) H.Rob. (as B. brasiliana L.)
- Vernonanthura montevidensis (Spreng.) H.Rob. (as B. montevidensis Spreng.)[7]